# Augusta von Otter
Augusta Katarina Charlotta von Otter, född Rosenquist af Åkershult-Gyllensvaan 7 februari 1869 i Uddevalla, död 24 november 1946 på Västanå slott i Gränna landsförsamling, var en svensk tonsättare.
Hon gifte sig första gången den 1 september 1888 på Västanå med friherre Erik Otto von Otter (1857–1931). De skilde sig 1906 och den 30 augusti 1907 gifte hon om sig med konstnären och professorn vid Konsthögskolan i Stockholm Alfred Bergström. Vid 1900-talets början var hon bosatt i Djursholm och var där god vän med Alice Tegnér som hon var behjälplig med utgivningen av Sjung med oss, Mamma!.
Hon är begravd på Norra begravningsplatsen utanför Stockholm. von Otter var mor till Rolf Gyllensvaan.

## Verk
- Två små visor vid Piano[4]

1. Du glittrande klara bölja!
2. Aftonstämning